# Anastasios Kallis
Anastasios Kallis (* 14. August 1934 in Naoussa, Griechenland) ist ein orthodoxer Theologe.

## Leben
Anastasios Kallis studierte an der Universität Thessaloniki Theologie, Philosophie, Pädagogik und Geschichte. Nach dem Diplomerwerb in Theologie setzte er 1960 als Stipendiat des Bistums Münster sein Studium an der Westfälischen Wilhelms-Universität in Münster fort.
1964 wurde Kallis in Philosophie promoviert und arbeitete als wissenschaftlicher Assistent am damals neu gegründeten Katholisch-Ökumenischen Institut, Abteilung Ostkirchen, der Westfälischen Wilhelms-Universität.
Nach seiner Promotion 1974 in Theologie habilitierte er sich 1978 als erster nicht-katholischer Theologe an einer Katholisch-Theologischen Fakultät in Deutschland. Er erhielt die venia legendi für „Geschichte und Theologie der Ostkirche“. Von 1979 bis zu seiner Emeritierung 1999 hatte er die damals neu errichtete Professur für Orthodoxe Theologie inne.

## Schwerpunkte seiner Tätigkeit
Kallis’ Arbeit beschränkte sich nicht auf die akademische Lehrtätigkeit und die Beteiligung an ökumenischen Dialogen und Kommissionen auf nationaler und internationaler Ebene. Er war aktiv beim Integrationsprozess der Orthodoxen Kirche in Deutschland beteiligt und gab den Anstoß für die Gründung der „Kommission der Orthodoxen Kirche in Deutschland“. Mit Zustimmung aller orthodoxen Bischöfe in Deutschland wurde er zum Vorsitzenden dieser Kommission gewählt.
Kallis war Berater des Landesinstituts für Schule und Weiterbildung in Soest bei der Erstellung des Lehrplans für das Fach Orthodoxe Religionslehre in den Schulen von Nordrhein-Westfalen.
Anastasios Kallis hatte die Vision einer „westlichen Orthodoxie östlicher Identität“ und entfaltete dieses Konzept in seinen wissenschaftlichen Publikationen, z. B. in dem Buch „Orthodoxie. Was ist das?“.

## Veröffentlichungen (Auswahl)
- Der menschliche Wille in seinem Grund und Ausdruck. Nach der Lehre des Johannes Damaskenos. Diss., Universität Münster 1964.
- Der Mensch im Kosmos. Das Weltbild Nemesios’ von Emesa. Aschendorff, Münster 1978, ISBN 3-402-03578-2.
- Orthodoxie. Was ist das? 6. Auflage, Münster 1999, Theophano-Verlag, ISBN 3-9806210-1-4.
- Brennender, nicht verbrennender Dornbusch. Reflexionen orthodoxer Theologie. Theophano-Verlag, Münster 1999, ISBN 3-9806210-3-0.